# Люблянский марафон
Люблянский марафон (словен. Ljubljanski maraton) — марафон, ежегодно проводящийся в столице Словении Любляне местным муниципалитетом с 1996 года. На нём участвует несколько тысяч человек.

## История
Впервые марафон прошел 27 октября 1996 года. Всего в первом турнире приняли участие 673 бегуна, из них 153 бегуна бежали классическую марафонскую дистанцию.
В 2020 году 25-й Люблянский марафон был перенесен на 2021 год из-за пандемии коронавируса, и всем зарегистрировавшимся лицам была предоставлена возможность перенести своё участие на 2021 год или получить полный возврат средств.
Однако организаторы марафона также планировали провести еще один марафон, на котором были введены ограничения, под названием «Марафон по Любляне». Он был запланировал на 25 октября 2020 с 450 участниками, но за девять дней до начала был отменен из-за второй волны пандемии, и все зарегистрированные лица автоматически получили возврат денег.

## Маршрут
Марафон проходит по круговой трассе, которая начинается на улице Словении возле национального театра и заканчивается в квартале неподалеку от площади Конгресса.
Маршрут пролегает на север по улице Словении в район Бежиград, а затем направляется на запад в районы Шишка и Дравле. Затем маршрут направляется на юг в район Рожник, проходит к западу от холма Рожник, а затем возвращается в центр.
На втором круге путь бегунов пролегает юго-запад в район Вич, а затем на восток через районы Трново и Рудник. Затем бегуны возвращаются на северо-запад к реке Любляница, пробегая по набережной на северо-восток. Затем бегуны направляются в район Ярше, двигаясь на северо-запад по улице Каюх и возвращаются в Бежиград и затем на юг в центр города и финишируют на площади Конгресса.

## Другие гонки

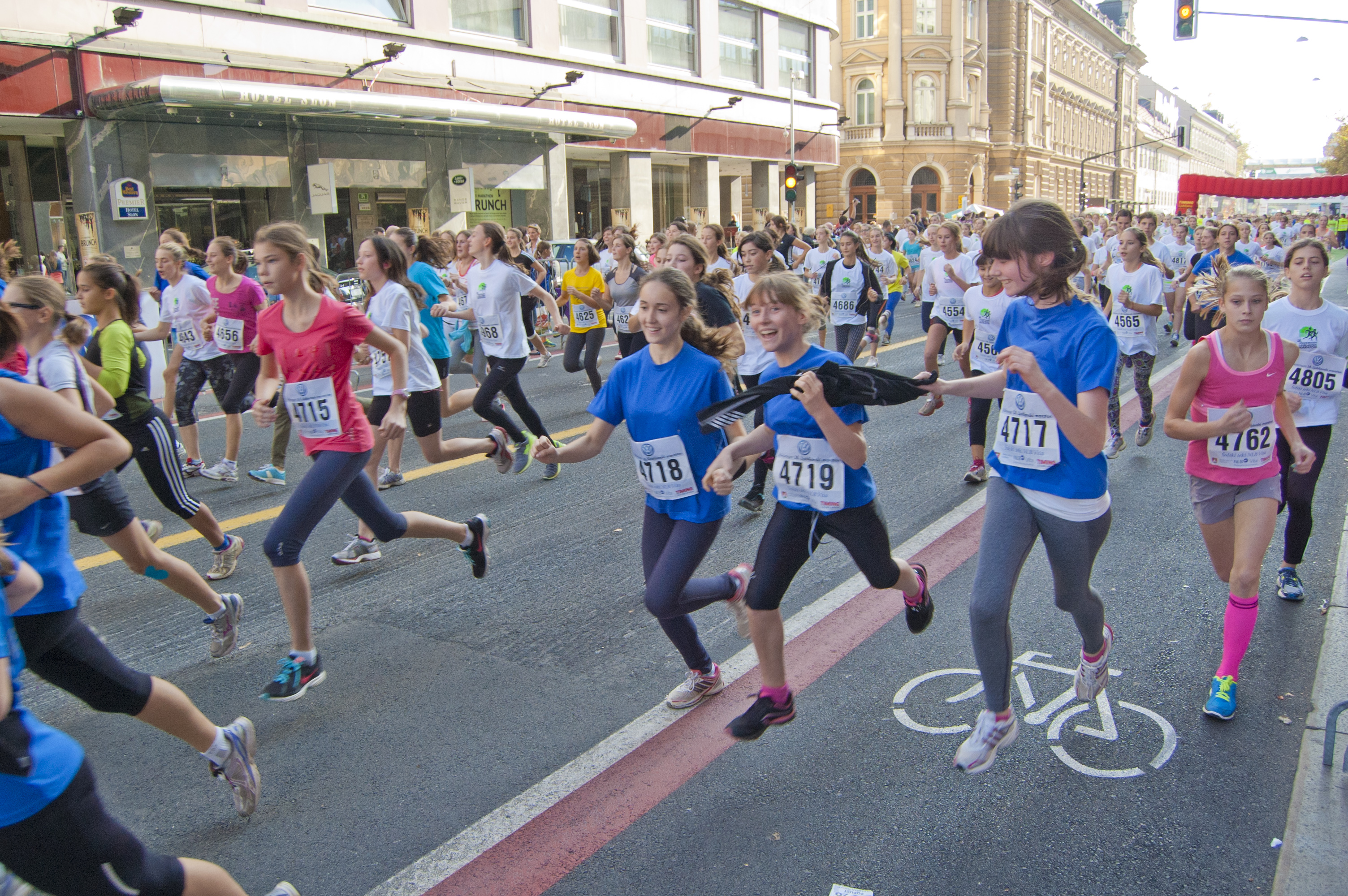
Забег по улице Словении перед отелем Слон (2013)

Во время Люблянского марафона также проводятся забеги на полумарафонской дистанции (21,098 км) и 10 километров. Также предусмотрен детский забег для телей на 200 метров. Для школьников по различным возрастным категориям также установлены различные дистанции.

## Победители

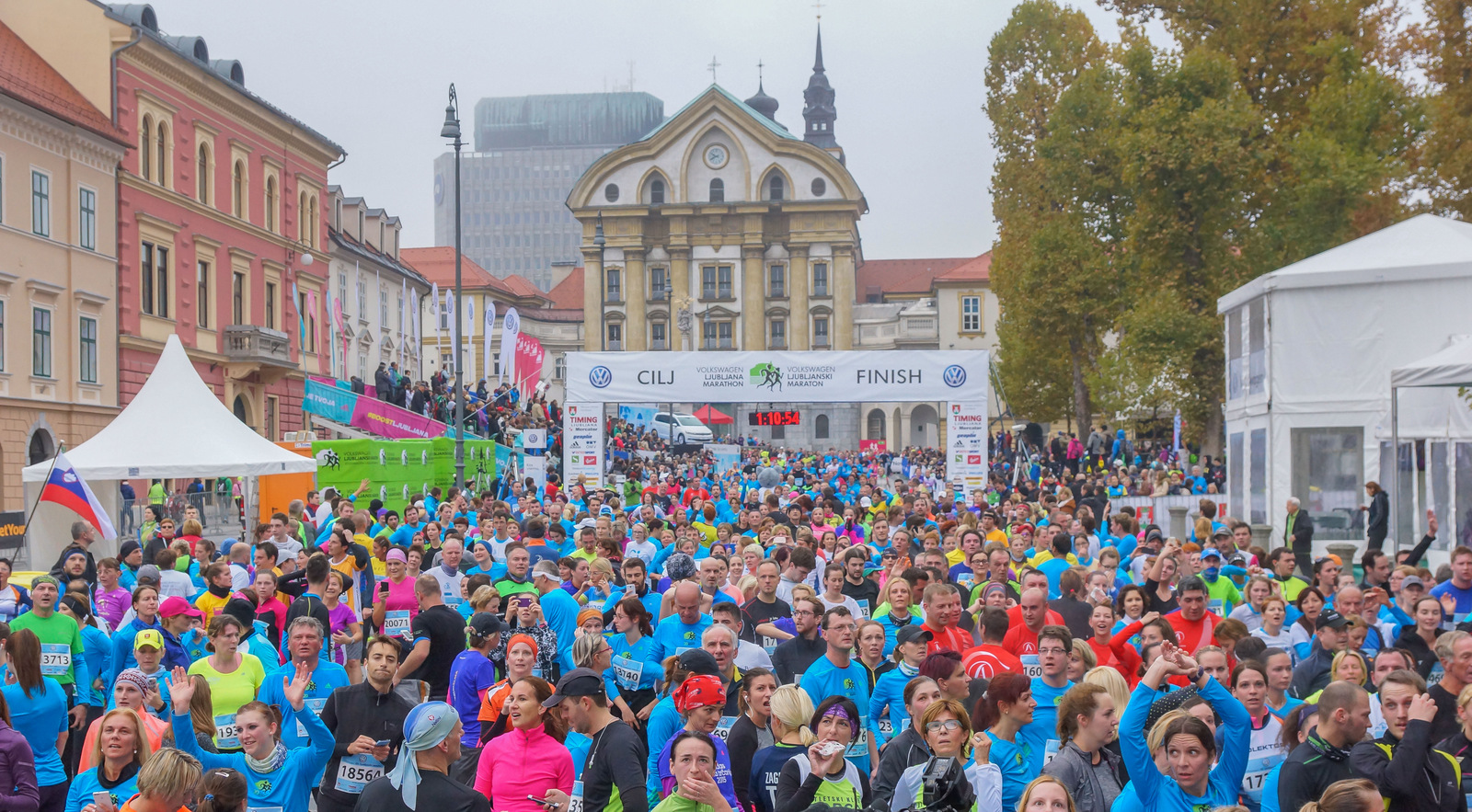
Финиш в 2015 году

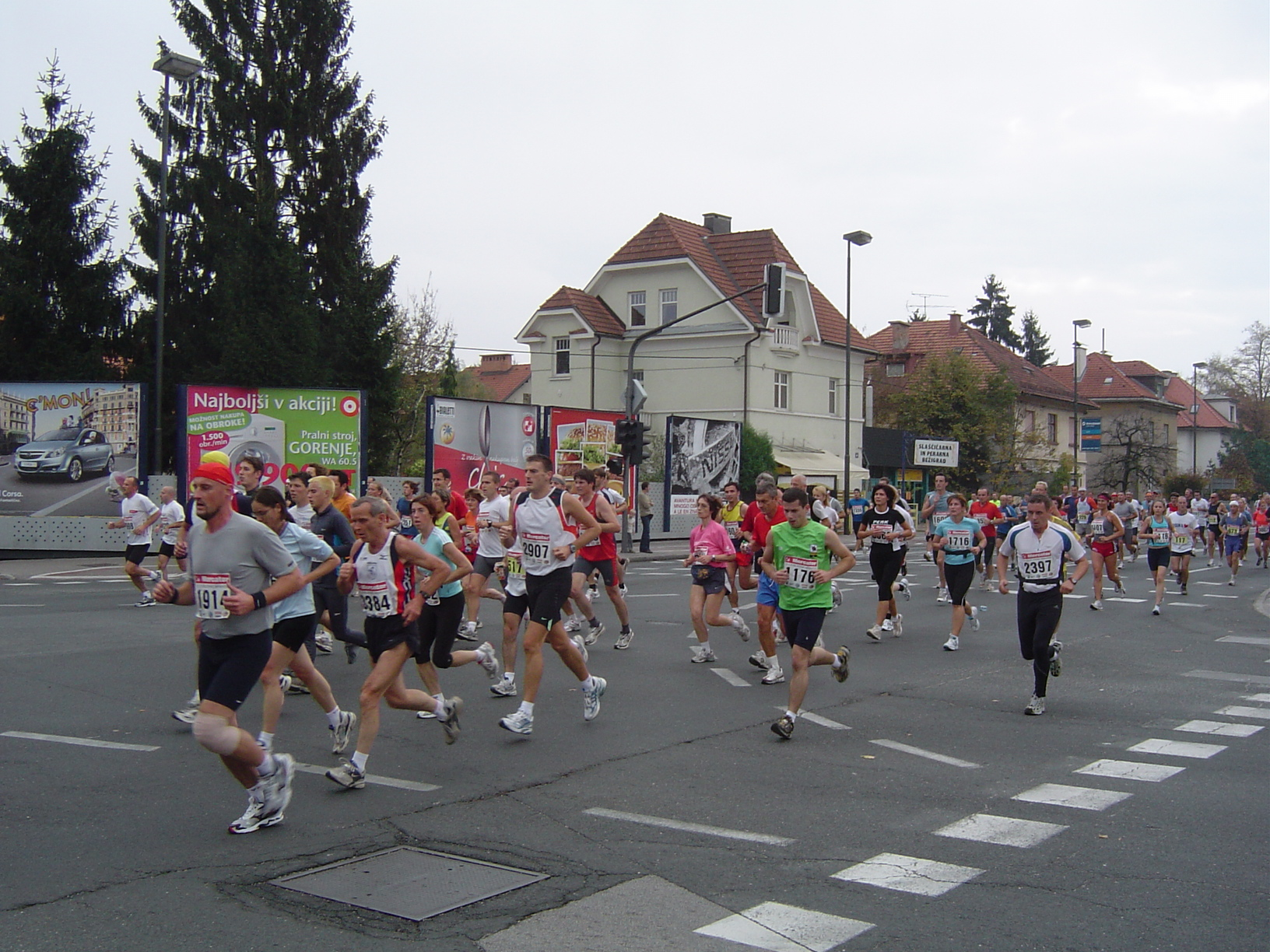
11-й Люблянский марафон

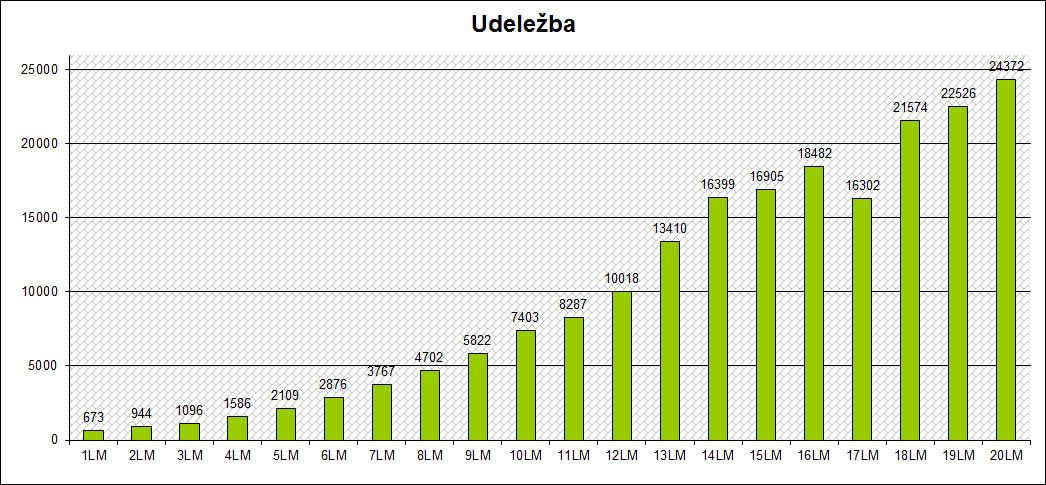
Количество участников по годам

Легенда:   рекорд Марафона
| Год  | Победитель (мужчины)            | Время                           | Победитель (женщины)            | Время                           | Прим.  |
| ---- | ------------------------------- | ------------------------------- | ------------------------------- | ------------------------------- | ------ |
| 2020 | отложен из-за пандемии COVID-19 | отложен из-за пандемии COVID-19 | отложен из-за пандемии COVID-19 | отложен из-за пандемии COVID-19 | [ 3 ]  |
| 2019 | Келкиле Гезахегн (ETH)          | 2:07:29                         | Борнес Чепкируи (KEN)           | 2:21:26                         |        |
| 2018 | Сисай Лемма (ETH)               | 2:04:58                         | Висилин Джепкешо (KEN)          | 2:22:58                         |        |
| 2017 | Мариус Кимутаи (BHR)            | 2:08:33                         | Шуко Генемо (ETH)               | 2:27:02                         |        |
| 2016 | Лабан Мутаи (KEN)               | 2:09:16                         | Пурити Чангвони (KEN)           | 2:29:32                         |        |
| 2015 | Лимених Гетачев (ETH)           | 2:08:19                         | Мелкам Гизав (ETH)              | 2:25:42                         |        |
| 2014 | Ишимаэль Бушендич (KEN)         | 2:08:25                         | Джанет Роно (KEN)               | 2:29:16                         |        |
| 2013 | Мулугета Вами (ETH)             | 2:10:26                         | Каролин Чепквони (KEN)          | 2:27:27                         | [ 13 ] |
| 2012 | Берхану Шиферау (ETH)           | 2:09:40                         | Воркенеш Тола (ETH)             | 2:30:45                         |        |
| 2011 | Даниэль Тоо (KEN)               | 2:08:25                         | Лидия Кургат (KEN)              | 2:33:01                         |        |
| 2010 | Эванс Руто (KEN)                | 2:10:17                         | Тируворк Меконнен (ETH)         | 2:37:16                         |        |
| 2009 | Уильям Биама (KEN)              | 2:10:12                         | Каролин Килел (KEN)             | 2:25:24                         |        |
| 2008 | Абрахам Мулу (ETH)              | 2:14:41                         | Татьяна Мезенцева (UKR)         | 2:37:13                         |        |
| 2007 | Александр Ситковский (UKR)      | 2:12:49                         | Татьяна Филонюк (UKR)           | 2:34:58                         |        |
| 2006 | Иоахим Ншимиримана (BDI)        | 2:14:14                         | Инга Юодешкене (LTU)            | 3:01:55                         |        |
| 2005 | Самуэль Нганга (KEN)            | 2:15:47                         | Данея Грандовец (SLO)           | 2:50:42                         |        |
| 2004 | Иоахим Ншимиримана (BDI)        | 2:13:31                         | Елена Раздрогина (RUS)          | 2:46:30                         |        |
| 2003 | Андрей Наумов (UKR)             | 2:13:58                         | Галина Жулёва (UKR)             | 2:38:13                         |        |
| 2002 | Андрей Наумов (UKR)             | 2:14:30                         | Галина Жулёва (UKR)             | 2:39:36                         |        |
| 2001 | Роман Кейжар (SLO)              | 2:22:57                         | Нада Ротовник-Козьек (SLO)      | 3:09:47                         |        |
| 2000 | Патрик Чумба (KEN)              | 2:13:35                         | Мария Луиза Козлетти (ITA)      | 3:08:38                         |        |
| 1999 | Волие Яра (ETH)                 | 2:20:53                         | Людмила Петрова (RUS)           | 2:52:25                         |        |
| 1998 | Пётр Поблоцкий (POL)            | 2:18:20                         | Хелена Яворник (SLO)            | 2:32:33                         |        |
| 1997 | Чарлз Субано (KEN)              | 2:19:28                         | Хелена Яворник (SLO)            | 2:40:05                         |        |
| 1996 | Роман Кейжар (SLO)              | 2:20:12                         | Хелена Яворник (SLO)            | 2:37:58                         |        |

## Статистика
Примечание: только статистика классического марафона

### Многократные победители
| Спортсмен                | Побед | Годы       |
| ------------------------ | ----- | ---------- |
| Андрей Наумов (UKR)      | 2     | 2002, 2003 |
| Иоахим Ншимиримана (BDI) | 2     | 2004, 2006 |

| Спортсмен            | Побед | Годы             |
| -------------------- | ----- | ---------------- |
| Хелена Яворник (SLO) | 3     | 1996, 1997, 1998 |
| Галина Жулёва (UKR)  | 2     | 2002, 2003       |

### Победители по странам
| Страна   | Мужчины | Женщины | Всего |
| -------- | ------- | ------- | ----- |
| Кения    | 9       | 6       | 15    |
| Эфиопия  | 6       | 4       | 10    |
| Украина  | 3       | 4       | 7     |
| Словения | 2       | 5       | 7     |
| Россия   | 0       | 2       | 2     |
| Бурунди  | 2       | 0       | 2     |
| Польша   | 1       | 0       | 1     |
| Литва    | 0       | 1       | 1     |
| Италия   | 0       | 1       | 1     |